# Waschlowani-Nationalpark
Der Waschlowani-Nationalpark (georgisch ვაშლოვანის სახელმწიფო ნაკრძალი, Waschlowanis sachelmzipo nakrdsali) ist ein Nationalpark in der Region Kachetien im Osten Georgiens, südöstlich der Stadt Dedopliszqaro. Er zeichnet sich durch sein trockenes Klima, steppenartige Vegetation und bizarre Fels- und Hügelformationen aus, die etwas an die Badlands der USA erinnern. Daneben gibt es auch lichte Wälder und Buschgebiete. Bereits 1935 wurde ein Reservat eingerichtet, das 2003 erweitert wurde, wobei gleichzeitig der Waschlowani-Nationalpark mit einer Gesamtfläche von über 251 Quadratkilometern entstand. 

## Flora und Fauna

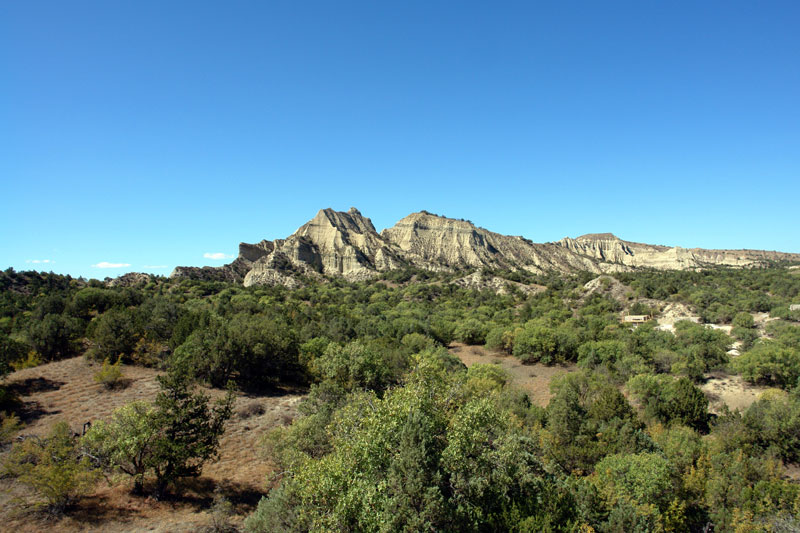
Waschlowani-Nationalpark

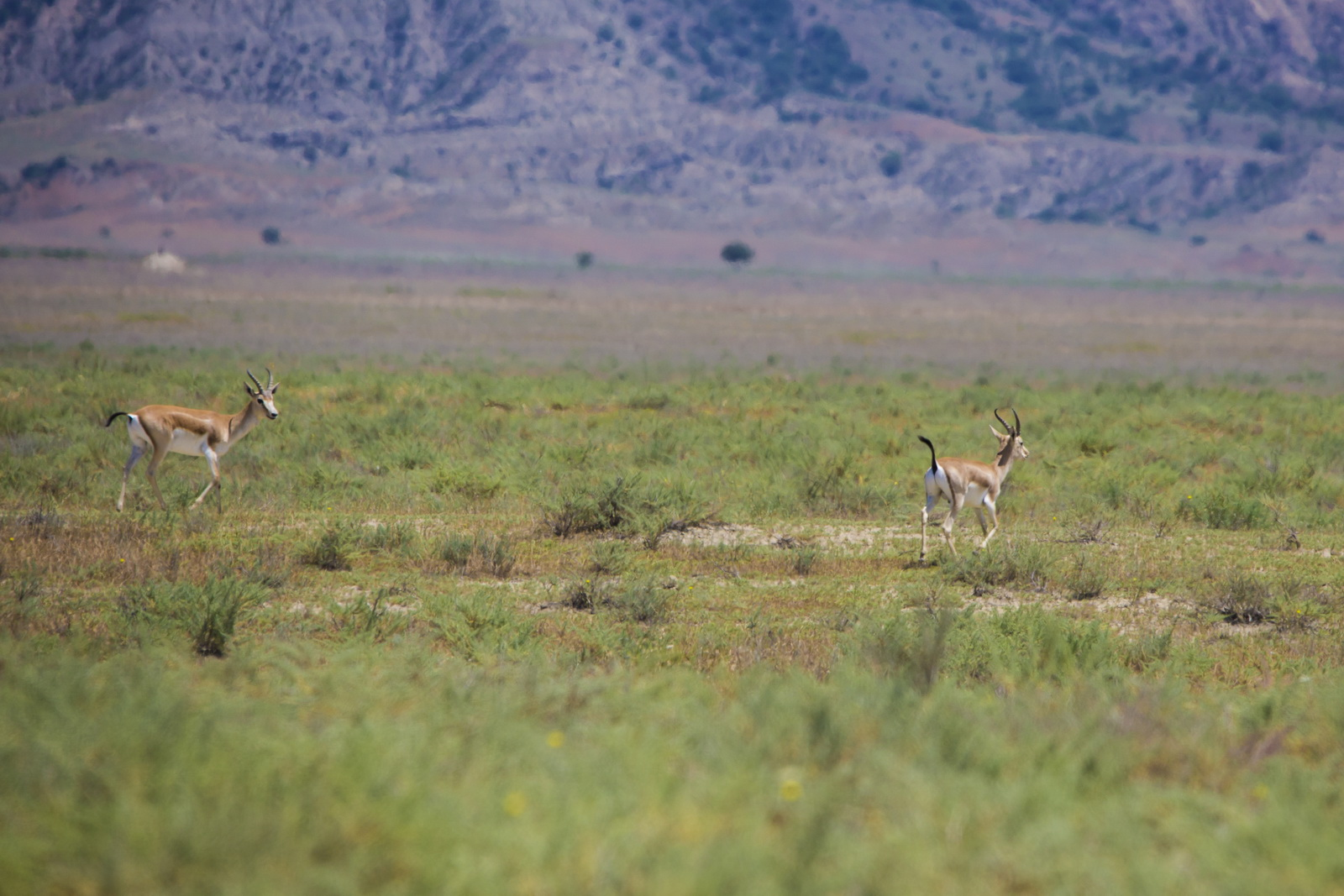
Kropfgazellen im Nationalpark

Besonderheiten sind neben einigen endemischen Pflanzenarten das Vorkommen wilder Pistazienbäume, Pfingstrosen sowie verschiedener Orchideenarten.
Die Fauna umfasst 25 Reptilienarten, darunter Arten wie die Levanteotter und die Westliche Sandboa. Unter den weit über 100 einheimischen Vogelarten sind Kaiseradler, Mönchsgeier und Fasane vertreten.
Zu den insgesamt 46 Säugetierarten zählen Goldschakale, Rotfüchse, Wölfe, Luchse, Braunbären, Rohrkatzen und Stachelschweine. Nachdem im Jahr 2003 erstmals die Fährte eines Kaukasischen Leoparden entdeckt wurde, konnte im folgenden Jahr erstmals ein Leopard im Nationalparkgebiet mit einer Kamerafalle aufgenommen werden. 

## Zugang
Der Nationalpark kann nach Registrierung im Besucherzentrum in Dedopliszqaro entweder frei oder in Begleitung eines Rangers besucht werden. Markierte Pisten führen zu verschiedenen Naturattraktionen bis zum Fluss Alasani an der Grenze zu Aserbaidschan. Übernachten ist in Bungalows oder auf Zeltplätzen möglich.